# آيت بالقايد (تباردة)
آيت بالقايد هو دُوَّار يقع بجماعة المواريد، إقليم الصويرة، جهة مراكش آسفي في المملكة المغربية. ينتمي الدوّار لمشيخة تباردة التي تضم 6 دواوير. يقدر عدد سكانه بـ 529 نسمة حسب الإحصاء الرسمي للسكان والسكنى لسنة 2004.

## وصلات خارجية
- البوابة الوطنية للجماعات الترابية
- المندوبية السامية للتخطيط